# کروکام
کروکام (به سوئدی: Krokom) یک منطقهٔ مسکونی در سوئد است که در بخش کروکام واقع شده‌است. کروکام ۲٫۶۳ کیلومتر مربع مساحت و ۲٬۲۷۷ نفر جمعیت دارد.